# In The Beginning
Para el álbum de Cro-Mags, véase In the Beginning
«In The Begining» (en castellano: «En El Comienzo») es una canción de la banda inglesa de rock progresivo Genesis y fue incluida en su primer álbum From Genesis to Revelation del año 1969.
La canción sigue con la historia conceptual del álbum, acerca de la historia del universo: la Tierra cobra su forma mientras las montañas son creadas, los océanos cavados, y el caos se organiza; estas son las escencas representadas en "In the Beginning."
Es una de las pocas canciones del álbum que dan una imagen real de la banda en ese momento, ya que no está plagada de los arreglos de cuerdas de Jonathan King, el productor de este primer álbum de Genesis.
Abriendo con un sonido trinante (para representar el origen de los tiempos), la canción tiene una orientación más dura que otras canciones del álbum, la voz del joven e inexperimentado Peter Gabriel son muy convincentes; lo cual debe haber sido muy apreciado por las primeras audiencias de la banda.
No existe ninguna grabación en vivo de la canción, oficial y no oficial, pero un demo de unos meses antes de la grabación en estudio puede ser encontrado en el álbum  Genesis Archive 1967-75.
- Datos: Q5914737